# Kevin Van der Slagmolen
Kevin Van der Slagmolen (Aalst, 11 mei 1980) is een Belgisch voormalig professioneel wielrenner. In 2001 werd hij derde op het Belgische kampioenschap op de weg bij de beloften. Hierop mocht hij stage lopen bij Lotto-Adecco. Hij kreeg hier geen contract, maar kon toch aan de slag als prof bij Vlaanderen-T-Interim.
Vader Marcel Van der Slagmolen en oom Herman Van der Slagmolen waren tevens wielrenners.

## Belangrijkste overwinningen
2003
- Stadsprijs Geraardsbergen

2005
- GP Dr. Eugeen Roggeman – Stekene

## Grote rondes
Geen